# Pedro García García
Pedro García García (Cofrents, 1882 - Caracas, Veneçuela, 1948) fou un dirigent socialista valencià, diputat a les Corts Valencianes durant la Segona República Espanyola.

## Biografia
Treballà com a mestre, fou animador del Centre Obrer d'Alzira, membre destacat del PSOE, i fundador de la Federació Levantina d'Agricultors, adscrita a la UGT. Després del Congrés del PSOE de 1921 abandonà el partit amb Antonio García Quejido, Facundo Perezagua i Daniel Anguiano Munguito, però no es va unir al nou Partit Comunista Obrer Espanyol. Poc després va tornar al partit i el 1922 fou escollit regidor d'Alzira i el 1928 membre del comitè nacional d'UGT.
Fou elegit diputat pel PSOE per la província de València a les eleccions generals espanyoles de 1931 i 1936. Durant la guerra civil espanyola va donar suport Indalecio Prieto i a les col·lectivitzacions. En acabar la guerra civil espanyola va marxar a Mèxic, on el 1944 fou designat secretari general de la comissió executiva de la UGT del sector prietista, però abandonà el càrrec el 1946 quan es reconcilià amb el grup de Tolouse, dirigit per Rodolfo Llopis Ferrándiz i Pascual Tomás.